# Osel a stín
Osel a stín, Deset obrazů o lidech a pro lidi, je 17. divadelní hra Jiřího Voskovce a Jana Wericha z roku 1933 z Osvobozeného divadla. Režie Jindřich Honzl, hudba Jaroslav Ježek, choreografie Joe Jenčík, výprava a kostýmy Bedřich Feuerstein. Zajímavostí je, že na hře později výtvarně spolupracoval také známý humorista, kreslíř a ilustrátor Jiří Winter - Neprakta. Premiéra byla v Osvobozeném divadle 13. října 1933.
Jedná se o satiru, která kritizuje úřady a byrokracii, ovlivnitelnost lidí, ale hlavně varuje před nejrůznějšími vůdci, kteří jsou schopní lidi zmanipulovat – konkrétně je jmenován Hitler, Mussolini a Dollfuß. Inspirací pro toto dílo se stal příběh řeckého satirika Lúkiana, který se zmiňuje o antickém městě Abdéra, které bylo považováno za Kocourkov. V témže místě se odehrává také děj tohoto dramatu. Voskovec a Werich vyšli ze zpracování Aristofanova.

## Osoby a premiérové obsazení
| F. Černý        | Bůh Dionysos                    |
| J. Plachta      | Hippodromos, miláček lidu       |
| J. Švabíková    | Hekatomba, jeho žena            |
| K. Hradilák     | Rekordikles, miláček dam        |
| B. Záhorský     | Kontokorentos, miláček Štěstěny |
| H. Vítová       | Synekdocha, jeho žena           |
| V. Trégl        | Paprikides, županos             |
| F. Černý        | Labanos                         |
| J. Děkan        | První zelinář                   |
| F. Prček        | Druhý zelinář                   |
| M. Nademlejnská | První kramářka                  |
| E. Hráská       | Druhá kramářka                  |
| V. Černý        | Nezaměstnaný                    |
| F. František    | Žebrák                          |
| F. Černý        | První lékař                     |
| F. Filipovský   | Druhý lékař                     |
| J. Voskovec     | Skočdopolis, oslař              |
| J. Werich       | Nejezchlebos, zubař             |

### Poznámka
- Skočdopolis, oslař. a Nejezchlebos, zubař. Viníci celé události, která se v Abdéře odehrála. Jejich spor byl zneužit k získání politické moci. Oni dva byli neškodní, malí živnostníci. Hráli je autoři hry.

## Děj
V prologu krátce recituje bůh Dionýsos a též představuje několik postav ze hry, které postupně přicházejí. Nezmiňuje se ovšem o jejich jménech. Proslov doplňují tanečnice svými ladnými pohyby. Hekatomba s Hippodromem pořádají oslavu prvního výročí své svatby. Mezi hosty se objeví Synekdocha, Rekordikles, Paprikides, Kontokorentos, Labanos a další.
Aténský zubař Nejezchlebos přijel do Abdéry, aby zde vybral peníze od pacientů, kteří mu byli dlužní. Najal si oslaře Skočdopola, který ho do Abdéry dovezl na svém oslu. Ovšem na místním tržišti se všichni raději schovali, než aby museli platit, a tak Nejezchlebos zjistil, že přijel zbytečně. Rozhodl se tedy počkat, až se někdo objeví a mezitím ulehl do stínu pod osla. V tom se ozval Skočdopolis, že by mu měl za stín zaplatit, neboť osel je jeho a stín tedy také. Celému sporu přihlíželo stále více lidí, až se nakonec oba oponenti ocitli u soudce Paprikida. Tomu se podařilo zjistit, že oba dva se živí bez licence, tedy načerno, osla jim zabavil a poslal je do vězení. Dlužno říci, že když oba živnostníci zpozorovali, jak jim spor přerostl přes hlavu, chtěli jej ukončit, ovšem Paprikides za to požadoval vysoké poplatky, na které ani jeden z nich neměl peníze.
Díky tomu, že jejich spor byl poměrně vyhlášený a hodně sledovaný, inspirovalo to dva muže, toužící po moci: Hippodroma, který byl velmi temperamentní, ale trpěl také komplexem méněcennosti, a Kontokorenta, což byl vypočítavý průmyslník, který obchodoval s otroky. Abdérský lid se rozdělil na dva tábory, které stály proti sobě, tedy Oslaře a Stínaře.
Kontokorentos se rozhodl získat politickou moc následujícím způsobem. Podplatil žalářníka, aby tajně propustil zubaře Nejezchleba (představitel druhého tábora – Stínařů) a řekl mu, aby se dostavil na radnici. V tu chvíli by Kontokorentovi lidé měli zapálit radnici, dopadený žhář by tak byl zubař, Hippodromův klient. Tak by začala občanská válka, kterou by Kontokorentos musel vyhrát. Jenže plán nevyšel úplně přesně. Když Nejezchlebos utíkal, osvobodil při té příležitosti i Skočdopola, se kterým se ve vězení usmířil, a oba zamířili do domu Rekordikla, kam se měli podle domluvy dostavit. V tuto chvíli se děj značně zaplétá, což je zdrojem komiky. Do domu totiž vejde Rekordiklova milenka Synekdocha a také Hippodromos se svojí ženou Hekatombou, která je taktéž Rekordiklovou milenkou.
Nakonec se zubař s oslařem rozhodli osla zabít, aby tak všechny problémy skončily. Nejezchlebos trpí výčitkami svědomí. S jeho smrtí se ovšem jen velmi těžce smiřovali oba političtí vůdci, totiž Kontokorentos a Hippodromos. Abdérský lid chce viníky potrestat, protože je připravili o jejich modlu. Kontokorentos s Hippodromem se za osla převlékli a dopřáli tak lidem osla, který uměl i mluvit. Lid byl nadšen a osla považoval za svého vůdce.
Pak se v příběhu ocitl bůh Dionýsos, který příběh uváděl. Objevuje se zcela nečekaně (antický princip deus ex machina) a ukazuje Abdérským, že osel není skutečný. Způsobí zatmění, v nastalé temnotě rozhořčený dav osla (Kontokorekta s Hippodromem) zabije a sní. Zazní píseň, v níž se zpívá: (…) Že přišel / Spásonosný osel / Už se věří oslovi, / Jen když nás ten osel / Hlučně osloví. Jedná se o narážku na Adolfa Hitlera a jeho uřvané projevy.

## Hudba ze hry
V představení zazněly písně J.Ježka Popěvek kramářů, Civilizace, Zlatá střední cesta, Minulost přes palubu, Bůh suď!

### Nahrávky
Některé písně a orchestrální skladby byly v letech 1933 a 1934 zaznamenány na gramofonové desky firmy Ultraphon:
1. Rythm Feet, Jaroslav Ježek, orchestrální skladba, dirigent Robert Brock, nahráno 7. listopadu 1933
2. Civilizace, Jaroslav Ježek / Voskovec a Werich, dirigent Robert Brock, nahráno 10. února 1934
3. Klobouk ve křoví, Jaroslav Ježek / Voskovec a Werich, dirigent Robert Brock, nahráno 10. února 1934
4. Usmětrněná píseň, Jaroslav Ježek a Jean Schwartz / Voskovec a Werich, klavír Jaroslav Ježek, nahráno 7. listopadu 1933
5. Bůh suď, Jaroslav Ježek, orchestrální skladba, dirigent Karel Ančerl, nahráno 7. listopadu 1933
6. Zlatá střední cesta, Jaroslav Ježek / Voskovec a Werich, dirigent Robert Brock, nahráno 7. listopadu 1933[1][2]